# Marthod
Marthod este o comună în departamentul Savoie din sud-estul Franței. În 2009 avea o populație de 1.381 de locuitori.

## Evoluția populației
| An        | 1975  | 1982  | 1990  | 1999  | 2006  | 2009  |
| --------- | ----- | ----- | ----- | ----- | ----- | ----- |
| Populație | 1.048 | 1.145 | 1.293 | 1.276 | 1.353 | 1.381 |